# Hemmanahalli, Maddur
Hemmanahalli là một làng thuộc tehsil Maddur, huyện Mandya, bang Karnataka, Ấn Độ.